# Девин Лейн
Девин Лейн (англ. Devinn Lane, настоящее имя — англ. Cherilyn McCarver, род. 28 марта 1978 г.) — американская порноактриса, модель, сценарист, режиссёр и продюсер. Лауреат премии AVN Awards и ряда других.

## Биография
Родилась 28 марта 1972 года в Ньюпорт-Бич.
В 16 лет забеременела и начала танцевать стриптиз в 1990 году, чтобы поддержать себя и своего ребенка. В 1996 году, когда она всё ещё танцевала, ей предложили позировать для мужских хардкор-журналов.

## Карьера
В 1999 дебютирует в киноиндустрии для взрослых (первоначально снимается только с женщинами). В декабре 1999 года подписала эксклюзивный контракт с продюсерской компанией Wicked Pictures. Срежиссировала множество фильмов, в частности, все пять частей The Devinn Lane Show. В 2003 году она начала выступать с мужчинами, начиная с финальной сцены в The Devinn Lane Show 5: Save The Best For Last. В течение следующих двух лет исполняла сцены с мужчинами в Kink, Lovestruck, Space Nuts, Improper Conduct, Wicked Sex Party 6, Beautiful, Stiletto, Tuff Chick, двух фильмах Road Trixx (которые также срежиссировала) и Lovers Lane.
С 2005 года ушла на бессрочный перерыв в съёмках, уделяя особое внимание режиссуре для продюсерской компании Shane's World.
Первый продюсерский опыт — фильм Beautiful/Nasty, номинированный на премию AVN в 2002 году.
Также Лейн вела реалити-шоу на Playboy TV под названием 7 Lives Exposed, которая выходила на протяжении шести сезонов до 2007 года и появилась в нескольких софткор-фильмах, которые выходили на DVD и на канале Cinemax.

## Иск
В октябре 2008 года Лейн подала иск о нарушении авторских прав против Digital Playground, Vivid Entertainment и Moniker Online Services в числе других организаций, утверждая, что они получают прибыль от доменных имен, похожих на её сценическое имя, и не выплачивают ей вознаграждения. На судебном процессе ответчики заявили, что это необоснованный иск и ответная реакция, вызванная прекращением её карьеры и уменьшением общественного спроса на её услуги. В феврале 2009 года она отозвала иск против большинства компаний, на которые подавала в суд. Её адвокат от комментариев отказался.

## Личная жизнь
Идентифицирует себя как бисексуал.

## Премии и номинации

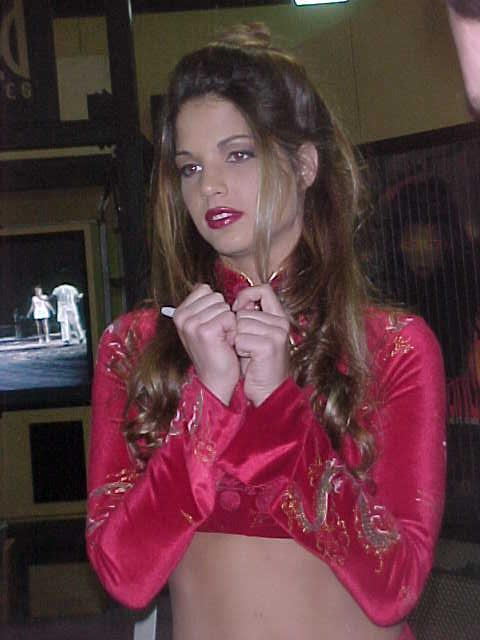
Лейн в 2000 году.

| Год  | Церемония   | Результат | Номинация                                                              | Работа           |
| ---- | ----------- | --------- | ---------------------------------------------------------------------- | ---------------- |
| 2000 | AVN Award   | Номинация | Лучшая женская сексуальная сцена, фильм (вместе с Девон и Maya Divine) | Three            |
| 2001 | AVN Award   | Номинация | Лучшая актриса — видео                                                 | Spellbound       |
| 2001 | AVN Award   | Победа    | Лучшая сцена мастурбации                                               | In Style         |
| 2001 | Hot d'Or    | Номинация | Лучшая американская новая старлетка                                    | н/д              |
| 2002 | AVN Award   | Номинация | Лучшая женская сексуальная сцена — видео (вместе с Инари Вэш)          | Love Shack       |
| 2002 | AVN Award   | Номинация | Лучшая сцена мастурбации                                               | Love Shack       |
| 2002 | Venus Award | Номинация | Лучшая актриса (США)                                                   | н/д              |
| 2003 | AVN Award   | Номинация | Исполнительница года                                                   | н/д              |
| 2003 | AVN Award   | Номинация | Лучшая актриса второго плана — видео                                   | Turning Point    |
| 2003 | AVN Award   | Номинация | Лучшая женская сексуальная сцена — видео (вместе с Вандой Кертис)      | After Hours      |
| 2003 | AVN Award   | Номинация | Лучшая женская сексуальная сцена — видео (вместе с April)              | Breathless       |
| 2003 | AVN Award   | Победа    | Лучшая женская роль — видео                                            | Breathless       |
| 2003 | XRCO Award  | Номинация | Лучшая женская сцена (вместе с April)                                  | Breathless       |
| 2004 | AVN Award   | Номинация | Исполнительница года                                                   | н/д              |
| 2004 | AVN Award   | Номинация | Лучшая актриса второго плана — видео                                   | Space Nuts       |
| 2004 | AVN Award   | Номинация | Лучшая женская роль — видео                                            | Improper Conduct |
| 2004 | AVN Award   | Номинация | Лучшая женская сексуальная сцена — видео (вместе с Бриджитт Керков)    | Improper Conduct |
| 2004 | XRCO Award  | Номинация | Лучшая женская сцена (вместе с Бриджитт Керков)                        | Improper Conduct |
| 2004 | XRCO Award  | Номинация | Исполнительница года                                                   | н/д              |
| 2006 | AVN Award   | Номинация | Лучшая женская роль — видео                                            | Lovers Lane      |